# لولباخ
لولباخ (به آلمانی: Löllbach) یک شهر در آلمان است که در باد کرویتسناخ واقع شده‌است.